# 피 묻은 대결
"피묻은 대결"은 한국에서 제작된 김묵 감독의 1960년 영화이다. 박노식 등이 주연으로 출연하였다.

## 출연

### 주연
- 박노식
- 엄앵란
- 김승호

### 조연
- 박종설

## 기타
- 조명: 박응선
- 녹음: 최칠복
- 미술: 박석인